# Tudáscseppek
A Tudáscseppek magyar televíziós filmsorozat, amelyet az M2 tűzött műsorra.

## Ismertető
A sorozatban sok tudományos dolgot láthatnak a gyerekek.

## Epizódok
1. A folyékony nitrogén
2. Hengeres szerkezet
3. A rakéta
4. A légnyomás
5. A hanghullámok
6. Áramló levegő
7. Ütközések
8. Felmelegített levegő
9. A hangok terjedése
10. A szárazjég
11. A szárazjég tulajdonságai
12. Hangszerek egyszerűen
13. Elektrosztatika
14. Súrlódás
15. A forgómozgás
16. Az áram tulajdonságai
17. Az égés
18. Az elektromágnes
19. A folyékony nitrogén tulajdonságai